# Pachynesthus violaceus
Pachynesthus violaceus is een eenoogkreeftjessoort, de plaatsing in een familie is nog onzeker. De wetenschappelijke naam van de soort is voor het eerst geldig gepubliceerd in 1878 door Hesse.